# إن أصابني مكروه، فإني أحبكما
إن أصابني مكروه، فإني أحبكما (بالإنجليزية: If Anything Happens I Love You)‏ هو فيلم رسوم متحركة أمريكي قصير ثنائي الأبعاد، من تأليف وإخراج ويل ماكورماك ومايكل غوفييه. تدور قصته حول أبوين حزينين وهما يكافحان لمواجهة وفاة ابنتهما التي قُتلت في حادث إطلاق نار في مدرسة. الفيلم من إنتاج Gilbert Films وOh Good Productions، وأُصدر على نتفليكس في 20 نوفمبر 2020، وحاز جائزة أفضل فيلم أنيميشن قصير، في حفل توزيع جوائز الأوسكار في دورته الـ93.

## روابط خارجية
- إن أصابني مكروه، فإني أحبكما على موقع IMDb (الإنجليزية)
- إن أصابني مكروه، فإني أحبكما على موقع روتن توميتوز (الإنجليزية)
- إن أصابني مكروه، فإني أحبكما على موقع نتفليكس (الإنجليزية)
- إن أصابني مكروه، فإني أحبكما على موقع فيلمافينيتي (الإسبانية)
- إن أصابني مكروه، فإني أحبكما على موقع قاعدة بيانات الفيلم (الإنجليزية)
- إن أصابني مكروه، فإني أحبكما على موقع ليتربوكسد (الإنجليزية)
- إن أصابني مكروه، فإني أحبكما على موقع كينوبويسك (الروسية)